# 威廉·麦克雷文
威廉·哈里·麦克瑞文（英語：William Harry McRaven，1955年11月6日—），退役美国海军上将，于2011年8月8日至2014年8月28日担任美国特种作战司令部司令，2014年9月1日正式退役。麦克雷文之前于2008年7月13日曾任联合特种作战司令部司令，2006年6月曾任欧洲特种作战司令部司令，并成为首任北约特种部队协调中心主任。麦克瑞文将出任德州大学系统校监，他本人就是该校旗舰大学德克萨斯大学奥斯汀分校的毕业生。
麦克瑞文在联合特种作战司令部司令任上，2011年5月，成功领导组织实施了刺杀本拉登的海神之矛行动，由于中央情报局是唯一有权进行秘密行动的单位，所以此次行动应由中情局授权。当时包括总统奥巴马、副总统拜登、国务卿希拉里、国防部长盖茨、参联会主席马伦等多名高级官员在白宫观看这次行动直播，坐在中央的是麦克雷文的助手——联合特种作战司令部助理司令马歇尔·韦伯准将。该行动实施之前，奥巴马已于4月分别提名时任中情局局长的帕内塔接替盖茨出任国防部长、麦克瑞文晋升上将并担任美国特种作战司令部司令，后都于2011年中旬上任。在2011年刺本拉登时起到决定性作用。

## 生平
麦克雷文在特种作战领域担任过每一级指挥官，包括联合特种作战司令部分管作战的副司令，海军特种战1大队大队长，海豹3队队长，美国中央司令部特遣大队大队长，海湾战争中担任特遣队队长，海豹6队中队长，海豹4队水下爆破21组排长。
麦克雷文还担任过处理协调工作的参谋，包括国家安全委员会参谋部反恐办公室战略规划主任，美国特种作战司令部评估主管，海军作战部长的参谋，海军特种战1大队参谋长。

### 退伍之後
2014年6月麥克雷文提交退伍請求，9月1日正式退伍。同年7月29日被提名為德克薩斯大學系統校監，2015年1月上任，年薪120萬美元。